# 海澜之家
海澜之家，上市主体全称“海澜之家股份有限公司”，其控股公司及公司前身为江阴市新桥第三毛纺厂（后更名三毛集团公司、海澜集团公司），是一家位于中华人民共和国江苏省江阴市新桥镇的大型服装企业，旗下拥有“海澜之家”、“爱居兔”、“圣凯诺”等服装品牌，其中“海澜之家”主要銷售男装，“爱居兔”定位于女装，“圣凯诺”定位于商务职业装。同時公司還售賣童装、配饰及家居类产。海澜之家于2000年12月在上海证券交易所上市。其前身为“凯诺科技股份有限公司”，2014年4月2日名称变更为海澜之家股份有限公司，同时公司法定代表由陶晓华变更为周建平 。

## 股本结构

### 截止2014年12月31日
截止2014年12月31日，本期海澜之家股份数为4,492,757,924，其中海澜集团有限公司、荣基国际（香港）有限公司、国星集团有限公司分别持有1,765,971,703、1,346,153,846、346,153,846股为前三名股东，前三名股东合计占76.97%的股份。周晏齐为周建平 (企業家)之女

## 关联公司

### 截止2014年12月31日[註 1]
```

```

- 江阴海澜之家电子商务有限公司，通过天猫网运营海澜之家官方旗舰店
- 上海浦东海澜之家服饰有限公司，通过京东网运营海澜之家京东旗舰店